# Václav Pletka
Václav Pletka (* 8. Juni 1979 in Mladá Boleslav, Tschechoslowakei) ist ein ehemaliger tschechischer Eishockeyspieler. Zu seinen größten Erfolgen zählen der Gewinn des IIHF European Champions Cups 2006 mit dem HK Dynamo Moskau sowie des tschechischen Meistertitels 2013 mit dem HC Škoda Plzeň. Seit 2019 gehört Pletka dem Trainerstab des Nachwuchses des BK Mladá Boleslav an.

## Karriere
Václav Pletka begann seine Karriere als Eishockeyspieler in seiner Heimatstadt in der Jugend des HC Mladá Boleslav, in der er bis 1998 aktiv war. Anschließend wechselte er zum HC Oceláři Třinec, für den er von 1998 bis 2000 in der tschechischen Extraliga auf dem Eis stand. In diesem Zeitraum wurde der Flügelspieler zudem im NHL Entry Draft 1999 in der siebten Runde als insgesamt 208. Spieler von den Philadelphia Flyers ausgewählt, für die er in der Saison 2001/02 sein Debüt in der National Hockey League gab, wobei er nur in einem Spiel eingesetzt wurde, in dem er punkt- und straflos blieb. Die restlichen beiden Jahre im Franchise der Philadelphia Flyers verbrachte der Tscheche bei deren Farmteam aus der American Hockey League, den Philadelphia Phantoms.
Im Sommer 2002 kehrte Pletka zu seinem Ex-Club HC Oceláři Třinec zurück, für den er die folgenden vier Jahre lang in der Extraliga spielte. Zudem absolvierte er in der Saison 2005/06 insgesamt acht Spiele für den HK Dynamo Moskau aus der russischen Superliga, mit dem er den IIHF European Champions Cup gewann. Die Spielzeit beendete der Linksschütze beim tschechischen Erstligisten Bílí Tygři Liberec, für den er bis 2010 spielte.
Im Januar 2010 wurde er im Tausch gegen Štěpán Hřebejk an den HC České Budějovice abgegeben.
Im November 2011 wurde Pletka zunächst vom HC České Budějovice an den HC Škoda Plzeň ausgeliehen, später wechselte er fest nach Pilsen. Mit seinem neuen Klub gewann Pletka 2013 den tschechischen Meistertitel. Im Januar 2015 wurde Pletka an den abstiegsbedrohten HC Slavia Prag ausgeliehen und bestritt mit diesem die Abstiegsrunde und Liga-Relegation, wobei Slavia Prag den Klassenerhalt nicht schaffte. In der folgenden Saison wurde er zunächst an den Zweitligisten Rytíři Kladno und einen Monat später an den HC Benátky nad Jizerou ausgeliehen. Von dort wechselte er im Juni 2016 zum HC Stadion Litoměřice, der ihn wiederum im Winter 2017 an den HC Slavia Prag verlieh.
Zwischen 2017 und 2019 war Pletka als Spielertrainer beim HC Jičín in der vierten tschechischen Spielklasse (Kreisklasse) als Spielertrainer aktiv. Seit 2019 gehört Pletka dem Trainerstab des Nachwuchses des BK Mladá Boleslav an.

### International
Für Tschechien nahm Pletka an der U20-Junioren-Weltmeisterschaft 1999 teil, bei der er mit seiner Mannschaft den siebten Platz belegte.

## Erfolge und Auszeichnungen
- 1999 Extraliga Rookie des Jahres
- 2006 IIHF-European-Champions-Cup-Gewinn mit dem HK Dynamo Moskau
- 2013 Tschechischer Meister mit dem HC Škoda Plzeň

## Statistik
(Stand: Ende der Saison 2010/11)